# Arena Football League 1993
Die Arena-Football-League-Saison 1993 war die siebte Saison der Arena Football League (AFL). Ligameister wurden die Tampa Bay Storm, die die Detroit Drive im ArenaBowl VII bezwangen.

## Teilnehmende Mannschaften
| Anzahl Mannschaften | 10                                                      |
| ------------------- | ------------------------------------------------------- |
| Neu in der Liga     | Miami Hooters                                           |
| Ausgeschieden       | New Orleans Night, Sacramento Attack, San Antonio Force |

## Regular Season
| Abschlusstabelle       | Abschlusstabelle | Abschlusstabelle | Abschlusstabelle | Abschlusstabelle | Abschlusstabelle | Abschlusstabelle | Abschlusstabelle | Abschlusstabelle |
| Team                   | Gesamt           | Gesamt           | Gesamt           | Conference       | Conference       | Conference       |                  |                  |
| Team                   | S                | N                | SQ               | S                | N                | SQ               | P+               | P-               |
| ---------------------- | ---------------- | ---------------- | ---------------- | ---------------- | ---------------- | ---------------- | ---------------- | ---------------- |
| American Conference    |                  |                  |                  |                  |                  |                  |                  |                  |
| xy-Detroit Drive       | 11               | 1                | .917             | 8                | 0                | 1.000            | 506              | 372              |
| y-Arizona Rattlers     | 7                | 5                | .583             | 6                | 2                | .750             | 486              | 489              |
| y-Dallas Texans        | 3                | 9                | .250             | 2                | 6                | .250             | 454              | 551              |
| Cleveland Thunderbolts | 2                | 10               | .167             | 2                | 6                | .250             | 357              | 484              |
| Cincinnati Rockers     | 2                | 10               | .167             | 2                | 6                | .250             | 394              | 525              |
| National Conference    |                  |                  |                  |                  |                  |                  |                  |                  |
| xy-Orlando Predators   | 10               | 2                | .833             | 6                | 2                | .750             | 526              | 355              |
| y-Tampa Bay Storm      | 9                | 3                | .750             | 5                | 3                | .625             | 571              | 389              |
| y-Charlotte Rage       | 6                | 6                | .500             | 3                | 5                | .375             | 440              | 509              |
| y-Miami Hooters        | 5                | 7                | .417             | 3                | 5                | .375             | 258              | 491              |
| y-Albany Firebirds     | 5                | 7                | .417             | 3                | 5                | .375             | 482              | 490              |

Legende:
| Siege              | Niederlagen           | Unentschieden        | SQ gewonnene Spiele (relativ) |
| P+ gemachte Punkte | P- gegnerische Punkte | x = Conference-Titel | y = Playoffs erreicht         |

## Playoffs
| Viertelfinale | Viertelfinale | Viertelfinale |    |           | Halbfinale | Halbfinale | Halbfinale |  |  | ArenaBowl VII | ArenaBowl VII | ArenaBowl VII |
|               |               |               |    |           |            |            |            |  |  |               |               |               |
| 1             | Detroit       | 51            |    |           |            |            |            |  |  |               |               |               |
| 8             | Dallas        | 6             |    |           |            |            |            |  |  |               |               |               |
| 8             | Dallas        | 6             | 1  | Detroit   | 38         |            |            |  |  |               |               |               |
|               |               |               | 1  | Detroit   | 38         |            |            |  |  |               |               |               |
|               | 4             | Arizona       | 34 |           |            |            |            |  |  |               |               |               |
| 4             | 4             | Arizona       | 34 | Arizona   | 56         |            |            |  |  |               |               |               |
| 4             |               |               |    | Arizona   | 56         |            |            |  |  |               |               |               |
| 5             | Charlotte     | 49            |    |           |            |            |            |  |  |               |               |               |
| 5             | Charlotte     | 49            | 1  | Detroit   | 31         |            |            |  |  |               |               |               |
|               |               |               |    | Detroit   | 31         |            |            |  |  |               |               |               |
|               | 3             | Tampa Bay     | 51 |           |            |            |            |  |  |               |               |               |
| 2             | 3             | Tampa Bay     | 51 | Orlando   | 41         |            |            |  |  |               |               |               |
| 2             |               |               |    | Orlando   | 41         |            |            |  |  |               |               |               |
| 7             | Miami         | 13            |    |           |            |            |            |  |  |               |               |               |
| 7             | Miami         | 13            | 2  | Orlando   | 52         |            |            |  |  |               |               |               |
|               |               |               | 2  | Orlando   | 52         |            |            |  |  |               |               |               |
|               | 3             | Tampa Bay     | 55 |           |            |            |            |  |  |               |               |               |
| 6             | 3             | Tampa Bay     | 55 | Tampa Bay | 48         |            |            |  |  |               |               |               |
| 6             |               |               |    | Tampa Bay | 48         |            |            |  |  |               |               |               |
| 3             | Albany        | 34            |    |           |            |            |            |  |  |               |               |               |

### ArenaBowl VII

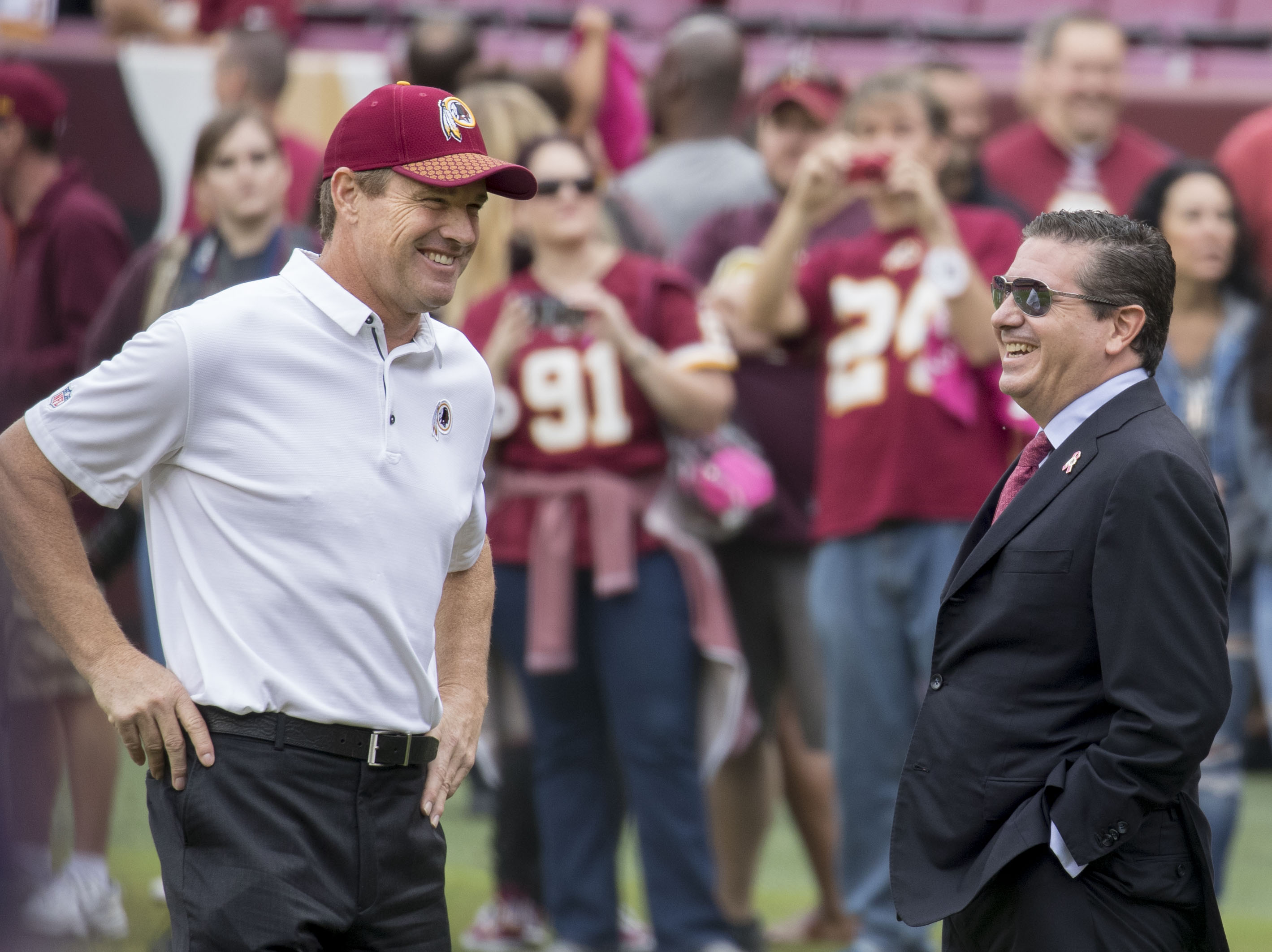
Jay Gruden (links), derzeitiger Head Coach der Washington Redskins, wurde 1999 in die Arena Football Hall of Fame aufgenommen.

Der ArenaBowl VII wurde am 21. August 1993 in der Joe Louis Arena in Detroit, Michigan, ausgetragen. Das Spiel verfolgten 12.989 Zuschauer.
ArenaBowl MVP wurde Jay Gruden (Tampa Bay Storm).
| ArenaBowl VII | ArenaBowl VII   | ArenaBowl VII |
| ------------- | --------------- | ------------- |
| 1             | Detroit Drive   | 31            |
| 3             | Tampa Bay Storm | 51            |

## Regular Season Awards
| Award                | Gewinner      | Position                     | Team              |
| -------------------- | ------------- | ---------------------------- | ----------------- |
| Most Valuable Player | Hunkie Cooper | Wide Receiver/Linebacker     | Arizona Rattlers  |
| Ironman of the Year  | Barry Wagner  | Wide Receiver/Defensive Back | Orlando Predators |
| Coach of the Year    | Danny White   | Head Coach                   | Arizona Rattlers  |

## Zuschauertabelle
| Team                   | Zuschauerschnitt |
| ---------------------- | ---------------- |
| Albany Firebirds       | 11.888           |
| Arizona Rattlers       | 15.505           |
| Charlotte Rage         | 7.383            |
| Cincinnati Rockers     | 7.232            |
| Cleveland Thunderbolts | 6.941            |
| Dallas Texans          | 8.429            |
| Detroit Drive          | 14.760           |
| Miami Hooters          | 9.017            |
| Orlando Predators      | 13.680           |
| Tampa Bay Storm        | 20.469           |
| Ligadurchschnitt       | 11.530           |